# Фондација „Корени”
Фондација „Корени” (енгл. Foundation "Koreni") је доброчина фондација коју су 2019. године у Тополи основали Љубица и Михаило Т. Карађорђевић.
Циљеви фондације су подршка и развој деце и младих кроз активности усмерене ка промовисању и популаризацији културе, науке, спорта, образовања и предузетништва, зарад мотивисања младих да остану у Србији и дају свој допринсо напретку српског народа.

## Историјат
Фондација је основана 19. августа 2019. године у Тополи. Агенција за привредне регистре је решење о регистрацији донела 28. августа.

## Активности

### Дечји фестивал Опленац
Љубица и Михаило Карађорђевић су 2018. године организовали први Дечји фестивал Опленац, манифестацију замишљену тако да окупи децу из свих крајева Србије и понуди им активности попут јахања, калиграфије, фолклора и свега што ће их привремено одвојити од мобилних телефона и вратити природи.
Фестивал се традиционално одржава на јесен у шуми код Цркве Светог Ђорђа на Опленцу, која је задужбина краља Петра I Карађорђевића. Све активности на фестивалу су бесплатне.
По оснивању фондације, организација догађа је прешла у њену надлежност. Закључно са шестим фестивалом који је одржан у септембру 2023. године, на овом догађају је окупљено више од 17.000 учесника. Подршку организацији фестивала пружила је и општина Топола, док су у реализацији активности укључене институције, организације, бројна спортска, културна и друга друштва, међу којима су Бео зоо врт, Зоолошки врт Палић, Природњачки центар Србије Свилајнац и други.

### Рели краљевића Томислава
Меморијални рели олдтајмера у част краљевића Томислава, оца Михаила Карађорђевића, фондација организује од 2021. године у сарадњи са Олдтајмер клубом у Београду. Планирано је да меморијални рели буде обновљен годину дана раније, на 20. годишњицу смрти краљевића Томислава, али је одложено услед пандемије ковида 19 у Србији.
Фондација организује рели уз помоћ Општине Топола, Туристичке организације “Опленац”, Туристичке организације Младеновац, Туристичке организације Аранђеловац, Спортског ауто-мото савеза Београд, Задужбине краља Петра I Карађорђевића, Лукоил нафта компаније и Монстер енергетских пића.

## Руководство

### Управни одбор
- Љубица Карађорђевић, председник Управног одбора;
- Михаило Карађорђевић, члан Управног одбора;
- Драган Рељић, члан Управног одбора.

Управитељ фондације је Данило Папић.